# Motkonung
Motkonung kallades en eller flera kungar i ett rike som samtidigt gjorde anspråk på att vara den laglige kungen. Speciellt i det fall någon gjort uppror mot den härskande kungen.